# Ojinaga
Ojinaga – miasto w Meksyku, w stanie Chihuahua.